# تانسور انحنای ریمان
در شاخه هندسه دیفرانسیلِ ریاضیات، تانسور انحنای ریمان (Riemann curvature tensor) یا تانسور ریمان-کریستوفل (Riemann–Christoffel tensor) (براساس نام‌های برنهارت ریمان و الوین برونو کریستوفل)، رایج‌ترین روشی است که برای بیان انحنای منیفلدهای ریمانی مورد استفاده واقع می‌شود. در این روش تانسوری به هر نقطه از یک منیفلد ریمانی اختصاص داده می‌شود (یعنی میدان تانسوری است). این میدان تانسوری ناوردایی از متریک ریمانی است که شکست مشتق هموردای دوم در جابجا شدن را می‌سنجد. یک منیفلد ریمانی دارای انحنای صفر است اگر و تنها اگر تخت باشد، یعنی به‌طور موضعی با فضای اقلیدسی ایزومتر باشد. همچنین تانسور انحنا را می‌توان برای هر منیفلد شبه-ریمانی یا حتی برای هر منیفلد مجهز با التصاق آفین تعریف گردد.
این تانسور ابزاری مرکزی در نظریه نسبیت عام است. در این نظریه (نسبیت عام) که نظریهٔ مدرن گرانش است، انحنای فضازمان اصولاً از طریق معادله انحراف ژئودزیک قابل رؤِیت است. تانسور انحنا نمایانگر نیروی کشندی است که توسط جسم صلبی که بر روی ژئودزیک حرکت می‌کند تجربه گشته و توسط معادلات ژاکوبی به صورت دقیق بیان می‌گردد.

## تعریف
فرض کنید {\displaystyle (M,g)} یک منیفلد ریمانی یا شبه-ریمانی دلخواه بوده و {\displaystyle {\mathfrak {X}}(M)} فضای تمام میدان‌های برداری روی {\displaystyle M} باشد. در این مقاله «تانسور انحنای ریمانی» را به صورت نگاشت {\displaystyle R\colon {\mathfrak {X}}(M)\times {\mathfrak {X}}(M)\times {\mathfrak {X}}(M)\rightarrow {\mathfrak {X}}(M)} تعریف می‌کنیم که توسط فرمول زیر تعریف شده‌اند که در آن‌ها {\displaystyle \nabla } یک التصاق آفینی است:
{\displaystyle R(X,Y)Z=\nabla _{X}\nabla _{Y}Z-\nabla _{Y}\nabla _{X}Z-\nabla _{[X,Y]}Z}
یا به‌طور معادل:
{\displaystyle R(X,Y)=[\nabla _{X},\nabla _{Y}]-\nabla _{[X,Y]}}
که در آن {\displaystyle [X,Y]} کروشه لی از میدان‌های برداری بوده و {\displaystyle [\nabla _{X},\nabla _{Y}]} جابجاگر عملگرهای دیفرانسیلی است. برای هر جفت از بردارهای مماس {\displaystyle u,v}،‏ {\displaystyle R(u,v)} تبدیلی خطی از فضای مماس آن منیفلد است. {\displaystyle R(u,v)} برحسب {\displaystyle u} و {\displaystyle u} خطی بوده و لذا یک تنسور را تعریف می‌کند. گاهی این تنسور انحنا با علامت‌های متضادی تعریف می‌گردد.
اگر {\displaystyle X=\partial /\partial x^{i}} و {\displaystyle Y=\partial /\partial x^{j}} میدان‌های برداری باشند، آنگاه {\displaystyle [X,Y]=0} بوده و لذا فرمول به صورت زیر ساده‌سازی می‌گردد:
{\displaystyle R(X,Y)Z=\nabla _{X}\nabla _{Y}Z-\nabla _{Y}\nabla _{X}Z.}
این تانسور انحنا «میزان ناجابجا بودن مشتق هموردا» را سنجیده و لذا مانع انتگرال‌پذیری برای وجود یک ایزومتری با ساختار فضای اقلیدسی است (در این بستر به آن فضای تخت گفته می‌شود). به تبدیل خطی {\displaystyle w\mapsto R(u,v)w} نیز تبدیل انحنا (curvature transformation) یا اندومورفیسم (یا درونریختی) گفته می‌شود.
همچنین فرمول انحنا را می‌توان برحسب مشتق هموردای دوم به این صورت تعریف کرد:
{\displaystyle \nabla _{u,v}^{2}w=\nabla _{u}\nabla _{v}w-\nabla _{\nabla _{u}v}w}
که برحسب {\displaystyle u} و {\displaystyle v} خطی است. سپس:
{\displaystyle R(u,v)=\nabla _{u,v}^{2}-\nabla _{v,u}^{2}}
ازینرو در حالت کلی که از بردارهای غیر-مختصاتی {\displaystyle u} و {\displaystyle v} استفاده شود، تانسور انحنا میزان ناجابجایی بودن مشتق هموردای دوم را می‌سنجد.

## تقارن‌ها و اتحادها
تانسور انحنای ریمان دارای تقارن‌ها و اتحادهای زیر است:
| تقارن اریب                      | {\displaystyle R(u,v)=-R(v,u)}                                                                                 | {\displaystyle R_{abcd}=-R_{abdc}\Leftrightarrow R_{ab(cd)}=0}                   |
| تقارن اریب                      | {\displaystyle \langle R(u,v)w,z\rangle =-\langle R(u,v)z,w\rangle }                                           | {\displaystyle R_{abcd}=-R_{bacd}\Leftrightarrow R_{(ab)cd}=0}                   |
| اولین اتحاد بیانکی (جبری)       | {\displaystyle R(u,v)w+R(v,w)u+R(w,u)v=0}                                                                      | {\displaystyle R_{abcd}+R_{acdb}+R_{adbc}=0\Leftrightarrow R_{a[bcd]}=0}         |
| تقارن تبادلی                    | {\displaystyle \langle R(u,v)w,z\rangle =\langle R(w,z)u,v\rangle }                                            | {\displaystyle R_{abcd}=R_{cdab}}                                                |
| دومین اتحاد بیانکی (دیفرانسیلی) | {\displaystyle \left(\nabla _{u}R\right)(v,w)+\left(\nabla _{v}R\right)(w,u)+\left(\nabla _{w}R\right)(u,v)=0} | {\displaystyle R_{abcd;e}+R_{abde;c}+R_{abec;d}=0\Leftrightarrow R_{ab[cd;e]}=0} |

## ارجاعات
1. ↑  Lee 2018, p. 193.
2. ↑  Lee 2018, p. 196.
3. ↑  Lawson, H. Blaine, Jr.; Michelsohn, Marie-Louise (1989). Spin Geometry. Princeton U Press. p. 154. ISBN 978-0-691-08542-5.